# Beta Canum Venaticorum
Beta Canum Venaticorum (Chara, NGC 4530) – widoczna gołym okiem gwiazda znajdująca się w gwiazdozbiorze Psów Gończych. Jej jasność obserwowana wynosi 4,25m. Znajduje się w odległości ok. 27,5 roku świetlnego od Słońca. W lipcu 1828 roku obserwował ją John Herschel i, podejrzewając ją o posiadanie mgławicy, umieścił w swoim katalogu obiektów mgławicowych. Na współczesnych fotografiach nie widać żadnej mgławicy, spośród XIX-wiecznych astronomów tylko Wilhelm Tempel uznawał istnienie tej mgławicy, choć i on nie był do końca tego pewien.

## Nazwa
Nazwa gwiazdy, Chara, wywodzi się z greckiego χαρά i oznacza „radość”. Wprowadził ją Jan Heweliusz, formalnie wyróżniając Psy Gończe jako gwiazdozbiór i obdarzając psy imionami.

## Właściwości fizyczne
Beta Canum Venaticorum to gwiazda podobna do Słońca, jej typ widmowy to G0 V, czyli jest żółtym karłem – gwiazdą należącą do ciągu głównego. Jest trochę większa od Słońca i ma zbliżoną masę, prawdopodobnie jest też sporo starsza, choć oszacowania jej wieku są bardzo różne. Świeci ok. 18% jaśniej od Słońca. Podejrzewano, że jest to gwiazda spektroskopowo podwójna, jednak najnowsze pomiary zmian prędkości radialnej tego nie potwierdzają.